# Regina Ansah
Regina Ansah (* 23. August 1974) ist eine ehemalige ghanaische Fußballspielerin.

## Karriere
Ansah kam während ihrer Vereinskarriere für die Bluna Ladies (1999) zum Einsatz.
Die Abwehrspielerin nahm mit der ghanaischen Nationalmannschaft („Black Queens“) an den Weltmeisterschaften 1999 teil und bestritt dabei zwei Partien. Außerdem stand sie bei den Afrikameisterschaften 2002 im Kader der Black Queens.